# Abendanan

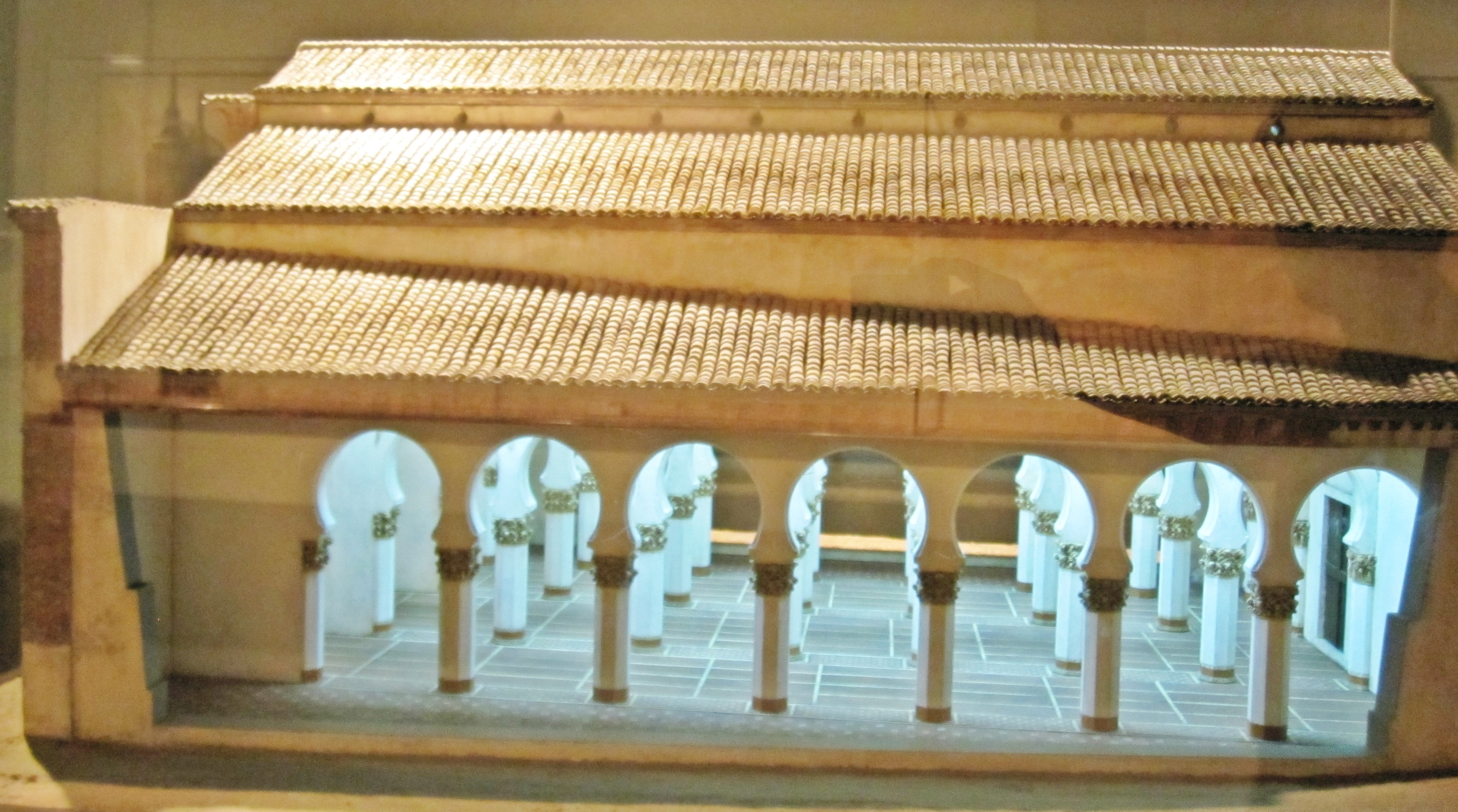
Modelo da sinagoga Aben Danan em Fez

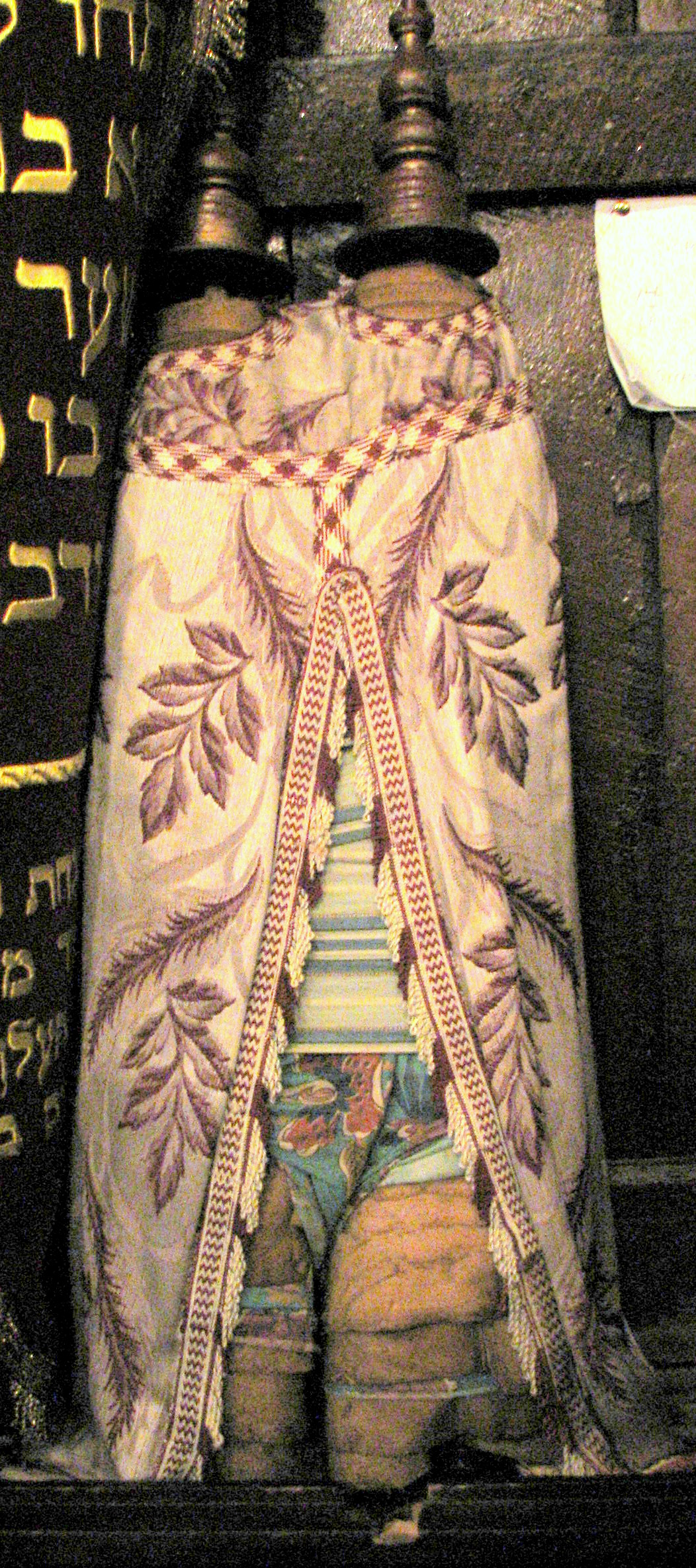
Rolos da Tora da sinagoga de Aben Danan

Abendanan, Abendanana, Abendanã, Aben-Danan ou ibn Danan (entre outras variantes) é o nome duma dinastia de rabinos de Espanha e Marrocos, que dá nome à maior sinagoga de Fez. De origem antiga, o nome tem origem tanto hebraica como aramaica. Segundo os estudos genealógicos mais recentes apontam para que a família descenda de Moisés Maimónides, o erudito e médico judeu nascido em Córdova no século XII e conhecido como "Rambam".

## Etimologia
O nome é representado por um célebre família de rabinos sefarditas dos séculos XIII a XV de origem ibérica e depois tunisina. Aparentemente deslocaram-se nos dois sentidos entre o Norte de África e a Península Ibérica, contribuindo para os estreitos laços de interdependência que caracterizam o judaísmo ibero-magrebino. Os Aben-Danan procuraram refúgio sobretudo em Fez na sequência da promulgação do Decreto de Alhambra, que expulsou todos os judeus de Espanha em 1492.
Pensa-se que o nome Danan é de origem babilónica. Os Danan teriam feito parte da primeira diáspora judaica marroquina, cujos descendentes são chamados toshavim ("habitantes"), que se instalaram em Marrocos depois do Exílio na Babilónia (c. século VI a.C.), e se distinguem por manter intactos os rituais palestino-babilónicos com os atos rabínicos praticados durante exílio babilónico.
O prefixo Aden ou Ibn implica, como Bar ou Bem filiação, mas com uma conotação de distinção, como acontece com os "Abencérages" ou "ibn Saoud". Aqui, este prefixo é prolongado pela raiz "Dan", que pode estar ligada à tribo de Dã, um dos filhos de Jacó. Pode ainda estar associado à prática jurídica como implica o termo dan, que significa "julgar" em hebraico. Por fim, pode ainda ser uma transformação aramaica do nome próprio Dan ou Daniel durante o Exílio da Babilónia.
Há outras variações possíveis do apelido, conforme a língua e país da pessoa; por exemplo: Aben-Danan, IbnDanan, AbenDana, BenDanan, Danan, etc.

## A sinagoga Aben Danan em Fez

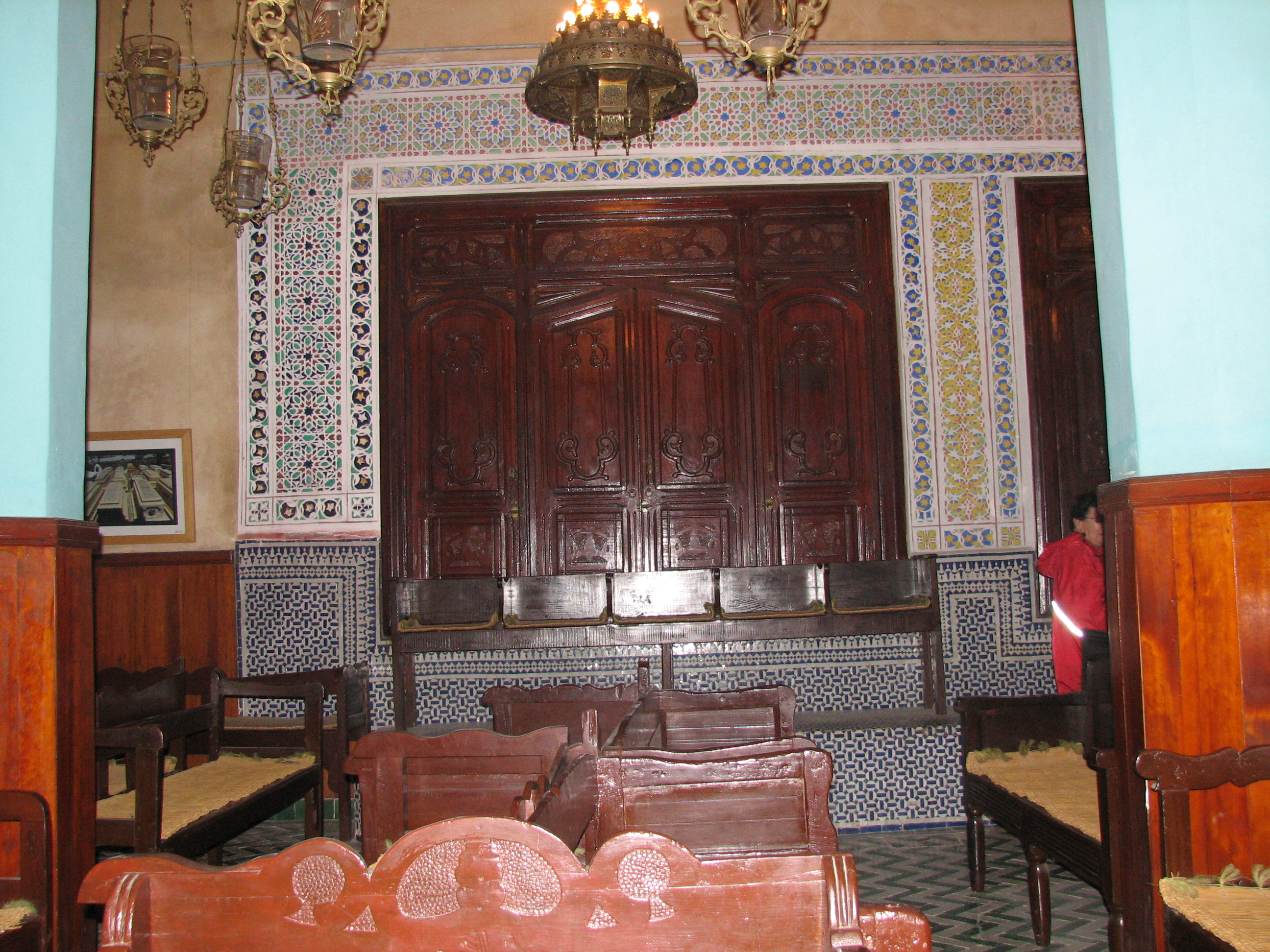
Sinagoga Aben Danan

Reinaugurada em 25 de fevereiro de 1999, é uma das joias da cultura judaica e um espaço privilegiado para o judaísmo marroquino, de que se afirmam herdeiros mais de um milhão de judeus em todo o mundo.
O edifício data de meados do século XVII e encontrava-se muito degradado, em risco de ruína, antes de das obras de restauro, que custaram dois milhões de euros. As inscrições em hebraico sobre as lajes murais permitem conhecer a história dos Aben Danan e a erudição dos seus membros. Classificada como Património Mundial pela UNESCO, juntamente com outros três locais de culto em Fez, a sinagoga Aben Danan (ou ibn Danan) foi a primeira a ser restaurada devido ao seu papel preponderante na cultura e religião hebraicas em todo o Magrebe.
A família Danan de Fez, os seus parentes e amigos, constituídos numa associação em Paris, estiveram entre os contribuintes para as obras de restauro da sinagoga.

## Alguns membros da família

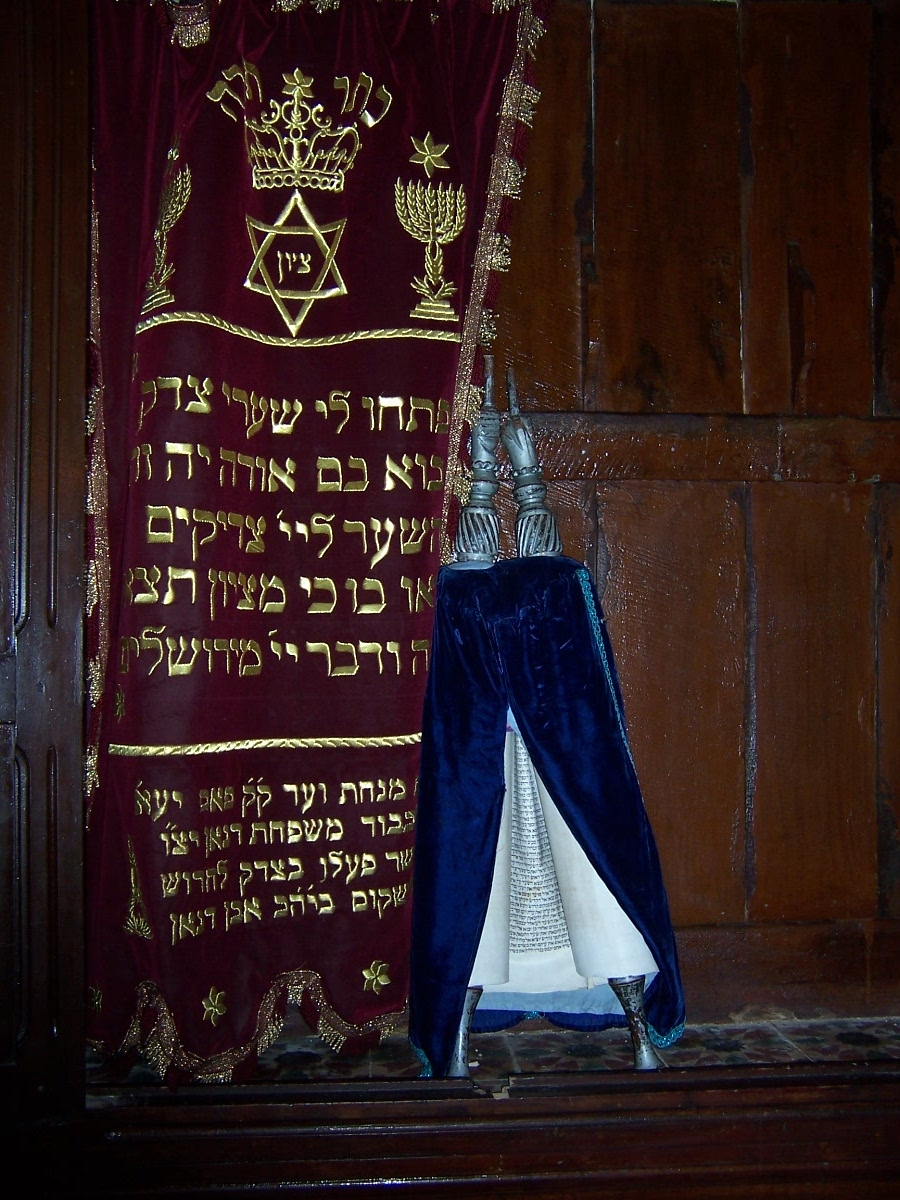
Sinagoga Aben Danan

- Abendanan Saadia ben Moché ben Maïmon, conhecido como Rambam Elfassi (Fez, 1420? — Fez, 1493) — foi um rabino, talmudista, médico e poeta que foi o grande rabino de Granada até à expulsão dos judeus de Espanha em 1492, data em que voltou para a sua cidade natal (Elfassi signfica "aquele que habita Fez"). Foi o autor de várias obras de linguística, dum dicionário hebreu-árabe, uma cronologia histórica, um poema que faz o elogio do Guia dos Perplexos de Maimónides, além de decisões jurídicas, entre as quais algumas sobre o estatuto dos marranos.
- Abendanan Chémouèl Elfassi (Granada, 1452? — Fez, 1556) — filho de Saadia ben Moché, foi rabino e notário em Granada antes da expulsão de 1492, quando foi para Fez. Dirigente duma comunidade importante, foi autor de várias crónicas e numerosos comentários talmúdicos. Foi também presidente do tribunal rabínico de Fez.
- Abendanan Chémouèl (Fez, 1542 — Fez, 1621) — filho do anterior homónimo, foi, como o seu pai, rabino e notário em fez e autor de várias crónicas e numerosos comentários sobre o Talmude. Foi também líder comunitário e presidente do tribunal rabínico de Fez. Neste cargo foi um dos rabinos que participaram na ordenação do rabino Yosef Karo, o autor do Shulkhan Arukh ("Mesa Posta"), o principal código do judaísmo árabe-andaluz.

Há ainda vestígios da passagem de alguns Aben Danans noutros países europeus, como os Países Baixos e a Grã-Bretanha, nos séculos XV e XVI.
- Chelomo Abendanan (1848 — 1928) — descendente em linha direta, de pai para filho, de Rambam (Maimónides) e do lado materno de Rabbenou Tam (Jacob ben Meir Tam), neto de Rachi. Era membro duma família onde numerosos membros foram rabinos ou dayanim (juízes). Desde os 18 anos que estudou a cabala e torna-se um cabalista famoso. Aos 30 anos torna-se presidente do tribunal rabínico de Fez, cidade onde ocupará esse cargo durante 50 anos, exceto quando ocupou um cargo no Alto Tribunal rabínico de Rabat durante um ano.

A sinagoga de Aben Danan foi o seu lugar de oração habitual. Escreveu duas obras fundamentais que servem atualmente de referência nas decisões de Halachá: Asher Li Shlomo e Bikésh Shlomo. Morreu em 1928 na saída do Shabbat, logo após a oração da Havdalá. Nesse ano tinha omitido na oração de Kol Nidrei, na noite do Yom Kipur, a frase «a partir deste Yom Kipur, até ao do ano que vem». Foi enterrado no dia seguinte, acompanhado por milhares de judeus vindos de todas as cidades de Marrocos, bem como membros do governo e representantes de todos os cultos-
- Tsione Aben-Danan (1910 — 2000) — outro descendente de Rambam, exerceu o cargo de juiz (Dayane e Roch av beit din) e de Sofer (escriba), Shehita (o que mata animais para alimentação) e Mohel (quem faz as brit milá, ou seja, as circumcisões) em Rabat e Oujda durante mais de 40 anos. Personalidade eminente do judaísmo marroquino do século XX, foi sepultado no cemitério Har HaMenouhot (Monte dos Descansos) em Jerusalém.